# America (гурт)
America — британсько-американський гурт, утворений 1970 року у місті Лондон синами офіцерів американської армії, що базувалась у Великій Британії. До складу гурту ввійшли: Дьюї Баннелл (Dewey Bunnell), 19.01.1951, Йоркшир, Велика Британія — вокал, гітара; Геррі Беклі (Gerry Beckley), 12.09.1952, Техас, США — вокал, гітара, клавішні та Ден Пік (Dan Peek), 1.11.1950, Панама Сіті, Флорида, США — бас, гітара. Ця трійця познайомилась ще 1967 року у «Central High School» міста Бушей Пакр, а після закінчення навчання стала основою фолк-рокового квінтету Daze. Однак квінтет швидко змінився на тріо, а назва — на America.
Від початку своєї діяльності музиканти перебували під сильним впливом Crosby, Stills & Nash, намагаючись створити щось подібне, спираючись на контрапункти вокальної гармонії, підкріпленої звучанням акустичних гітар. Після знайомства з промотором Джеффом Декстером гурт почав відкривати концерти таких виконавців, як Елтон Джон та The Who. Уклавши 1970 року угоду з фірмою «Warner Bros», тріо під егідою продюсерів Єна Семуелла та Джеффа Декстера почало працювати над дебютним альбомом, який вийшов наступного року. Однак до цього альбому не ввійшов перший великий хіт-сингл гурту, балада авторства Баннелла «A Horse With No Name», яка піднялась до третього місця у
Британії і очолила американський чарт.
У лютому 1972 року хлопці вирішили повернутися до США, прагнучи мати зиск з успіху синглу, і того ж місяця вирушили у велике американське турне, під час якого відкривали концерти The Everly Brothers. 1972 року на ринку з'явився їх альбом з відповідною назвою «Homecoming» («Повернення додому»), який було продано тиражем понад мільйон примірників, і який піднявся до дев'ятого місця американського чарту. У травні 1973 року у лос-анджелеській студії «Record Plant» музиканти розпочали працювати над третім лонгплеєм і запросили до співпраці Джо Уолша, Карла Уїлсона та Тома Скотта.
1974 року учасники гурту повернулися до Лондона, де познайомилися з колишнім продюсером The Beatles Джорджем Мартіном, з яким працювали до 1977 року. За весь цей період їм вдалось утримувати популярність у США і навіть повернутися на перше місце американського чарту з мелодійним твором «Sister Golden Hair» з виданого 1975 року альбому «Hearts». Однак 1977 року склад гурту якісно погіршився, коли Ден Пік вирішив покинути колег, захопившись християнською релігією. Він сконцентрував свої творчі сили на духовно заангажованому матеріалі. Не намагаючись відшукати гідного наступника, America продовжила кар'єру як дует, переможно повернувшись на топаркуші з альбомом 1982 року «View From The Ground» записаним з Рассом Боллардом у ролі продюсера. З цього видання походив хіт «Right Before Your Eyes», який потрапив до американського Тор 50. 1983 року Беклі та Баннелл взяли участь у запису звукової доріжки до анімаційного фільму-байки «The Last Unicorn» режисерів Артура Ренкіна та Джуліс Басе, де виконали кілька творів Джиммі Уебба.
У дев'яностих роках музиканти регулярно концертували та запрошуються для співпраці над альбомами такими виконавцями, як The Beach Boys, Ден Фогелберг та The Simpsons.

## Дискографія
- 1971: America
- 1972: Homecoming
- 1973: Hat Trick
- 1974: Holiday
- 1975: Hearts
- 1975: History: America's Greatest Hits
- 1976: Hideaway
- 1977: Harbor
- 1977: Live
- 1979: Silent Letter
- 1980: Alibi
- 1982: View From The Ground
- 1982: The Last Unicorn
- 1983: Your Move
- 1984: Perspective
- 1985: In Concert
- 1991: Encore: More Greatest Hits
- 1994: Hourglass
- 1995: In Concert (King Biscuit)
- 1995: Horse With No Name
- 1998: You Can Do Magic
- 1998: Human Nature
- 1999: Live
- 2000: Highway: 30 Years Of America
- 2001: The Complete Greatest Hits
- 2002: Holiday Harmony
- 2002: The Grand Cayman Concert
- 2007: Here & Now

### Ден Пік
- 1978: Heart & Soul
- 1979: All Things Are Possible
- 1984: Doer Of The World